# 프랭키 G
프랭키 G(Franky G, 1965년 10월 30일 ~ )는 미국의 배우이다.

## 출연 작품
- 골든타임 (2018)
- 블로우토치 (2015)
- 36 세인트 (2013)
- 티오 파피 (2013)
- 퍼펙트 (2013)
- 페일 블루 라이트 (2011)
- 건 힐 로드 (2010)
- 악마의 무덤 (2009)
- 스미스 (2006)
- 쏘우 3 (2006)
- 조니 제로 (2005)
- 쏘우 2 (2005)
- 원더랜드 (2003)
- 컨피던스 (2003)
- 이탈리안 잡 (2003)
- 마니토 (2002)